# Tsingtao (bier)
Tsingtao (Chinees: 青島啤酒, Qīngdǎo píjiǔ) een Chinees bier dat gebrouwen wordt door de Tsingtao Brewery uit Qingdao. 

## Geschiedenis
Deze brouwerij werd in 1903 door Duitse kolonisten gesticht. Het is China's op een na grootste onafhankelijke brouwerij met een marktaandeel van 17%. Het Tsingtao-bier wordt tegenwoordig naar vijftig landen geëxporteerd; het is wereldwijd het tweede meest verkochte Chinese bier (na Snow) van CR Beer met een exportaandeel van ongeveer vijftig procent.
Tsingtao is een andere schrijfwijze voor Qingdao, met name naar een vereenvoudigde versie van de transliteratie van Wade-Giles, zoals die in de vorige eeuw door de (Europese) postdiensten gebruikt werd. 

## Ingrediënten
De ingrediënten zijn water, gerstemout, rijst en hop.